# Eupelmus swezeyi
Eupelmus swezeyi is een vliesvleugelig insect uit de familie Eupelmidae. De wetenschappelijke naam is voor het eerst geldig gepubliceerd in 1915 door Crawford.